# Nodocepheus laterodentatus
Nodocepheus laterodentatus är en kvalsterart som beskrevs av Piffl 1972. Nodocepheus laterodentatus ingår i släktet Nodocepheus och familjen Nodocepheidae. Inga underarter finns listade i Catalogue of Life.